# 言語学協会
言語学協会（げんごがくきょうかい、Philological Society）、又はロンドン言語学協会（ロンドンげんごがくきょうかい、London Philological Society）は、言語の研究を目的とするイギリスで最も古い歴史をもつ学会。1842年に「言語の構造、関連、歴史について研究や知識に関する調査と振興を目的として設立された。1857年にオックスフォード英語辞典の編纂を始めたことでも知られる。言語学協会は、学術雑誌『Transactions of the Philological Society』を、年に3回刊行している。